# أنتون فيشر (فلم)
أنتون فيشر (بالإنجليزية: Antwone Fisher) فيلم رومانسي، فيلم سيرة ذاتية، قصة البلوغ وفيلم دراما
أُصدر في 2002. الفيلم من إنتاج فوكس سيرش لايت بيكتشرز، ومن توزيع تونتيث سينتشوري فوكس، وقد أخرجه دنزل واشنطن، وكَتَب السيناريو أنتون فيشر.

## القصة
أنتون فيشر ، شاب في قوات البحرية، يُجبر على رؤية طبيب نفسي بعد شجار عنيف مع أحد أفراد الطاقم. أثناء العلاج ينكشف ماض مؤلم ويبدأ أمل جديد.

## طاقم التمثيل
- ديريك لوك (ممثل)
- دنزل واشنطن
- كيفن كونولي (ممثل)
- جاشا واشنطن
- سالي ريتشردسن
- مالكولم ديفيد كيلي
- جوي براينت
- سونغ كانغ

## الإنتاج

### التصوير
صوّر الفيلم في سان دييغو، كاليفورنيا، وكان فيليب روسيلو مديرًا لتصوير الفيلم.

### الموسيقى
موسيقى الفيلم التصويرية من تلحين مايكل دانا.

## الاستقبال

### الجوائز والترشيحات
الجوائز
- جائزة Humanitas Prize لعام 2003 – عن فئة الكتابة لفيلم درامي (أنطوان فيشر)
- جائزة NAACP Image Awards:
  - أفضل ممثل مساعد في فيلم (دينزل واشنطن)
  - أفضل مخرج (دينزل واشنطن)
  - أفضل كاتب سيناريو (أنطوان فيشر)

الترشيحات
- جائزة Writers Guild of America (2003):
  - أفضل سيناريو أصلي – أنطوان فيشر

- جائزة Independent Spirit Awards:
  - أفضل ممثل – ديريك لوك
  - أفضل سيناريو أول – أنطوان فيشر

- جائزة Black Reel Awards:
  - عدة ترشيحات منها أفضل فيلم، وأفضل إخراج، وأفضل ممثل

## وصلات خارجية
- مقالات تستعمل روابط فنية بلا صلة مع ويكي بيانات